# Heterogramma ceusalis
Heterogramma ceusalis är en fjärilsart som beskrevs av Walker 1859. Heterogramma ceusalis ingår i släktet Heterogramma och familjen nattflyn. Inga underarter finns listade i Catalogue of Life.